# John Barran (1er baronnet)
Pour les articles homonymes, voir John Barran et Barran (homonymie).
John Barran, 1er baronnet (3 août 1821 - 3 mai 1905) est un fabricant de vêtements britannique et homme politique du Parti libéral.

## Vie publique
Barran est le fils de John Barran et de sa femme Elizabeth Fletcher, et fonde la société John Barran and Sons, fabricants de vêtements, de Leeds. Il est juge de paix pour Leeds et le West Riding of Yorkshire et est maire de Leeds de 1870 à 1871. En 1876, il est réélu au Parlement en tant que l'un des trois représentants de Leeds, siège qu'il occupe jusqu'en 1885, puis siège pour Otley de 1886 à 1895. La dernière année, il est créé baronnet de Chapel Allerton Hall à Chapel Allerton dans la circonscription ouest du comté d'York et de Queen's Gate, paroisse St Mary Abbots, à Kensington dans le comté de Londres.

## Famille
Barran épouse Ann Hirst (morte en 1874) en 1842. Il se remarie à Eliza Bilton, née Brown, en 1878. Il a six fils et quatre filles. Son plus jeune fils Rowland Barran est également député. Barran est décédé en mai 1905, âgé de 83 ans, et est remplacé dans le baronnet par son petit-fils John, son fils aîné John Barran l'ayant précédé dans la tombe.

## Fabrication de vêtements

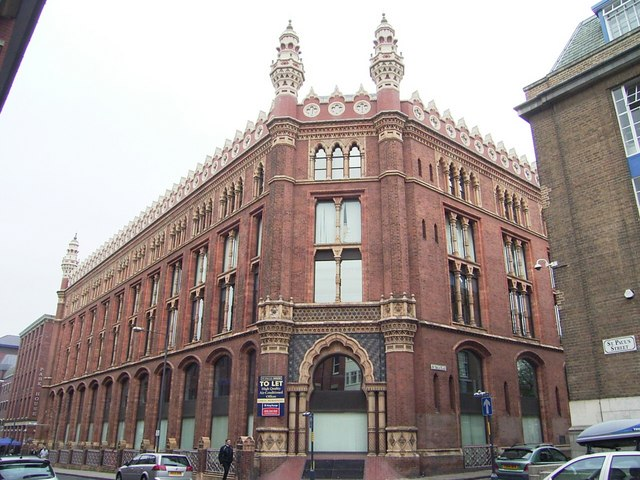
St Pauls House, Leeds, construit comme entrepôt pour Barran en 1878

John Barran est un pionnier dans la fabrication de vêtements de prêt-à-porter. Il s'installe à Leeds en 1842 et ouvre bientôt sa propre boutique de couture au 30 Bridge End South. En 1851, il déménage à Briggate et en 1856, il a une usine avec 20 à 30 machines à coudre. Après avoir vu une scie à ruban être utilisée pour couper des placages de bois en 1858, il introduit son utilisation pour couper le tissu, une innovation majeure. Dans les années 1870, il possède 2 000 machines et, en 1904, il emploie 3 000 personnes.
Son fils Charles prend la présidence de la société en 1903, et un autre fils Rowland devient président en 1918.
St Pauls House, Leeds à Park Square, Leeds est construit comme entrepôt pour Barran en 1878. Il est conçu par Thomas Ambler et est de style mauresque.
Son buste sculpté par Joseph Gott fils de son rival Benjamin Gott se trouve à la Leeds Art Gallery .